# Strijkkwartet nr. 2 (Sjostakovitsj)
Dmitri Sjostakovitsj' Strijkkwartet Nr. 2 in A majeur, Opus 68 werd gecomponeerd in 1944.

## Delen
1. Ouverture (Moderato con moto)
2. Recitatief en Romance (Adagio)
3. Wals (Allegro)
4. Thema met Variaties (Adagio)

## Context
Sjostakovitsj had maar enkele weken nodig om zijn tweede strijkkwartet te componeren. Hij droeg het werk op aan zijn vriend Wissarion Scheballin, die als directeur van het Moskous conservatorium Sjostakovitsj een professoraat compositie had aangeboden. Na 5 jaar moest Sjostakovitsj deze positie weer opgeven op grond van een "historisch" besluit van de Partij.
Tijdens het lange beleg in Leningrad was Sjostakovitsj brandweerman geweest. In die tijd componeerde hij de 6e, 7e en 8e symfonie en het pianokwintet. De dood eerder in 1944 van zijn intiemste vriend Sollertinsky inspireerde hem tot het pianotrio nr. 2 en hier volgde direct dit kwartet op. De vier vrij lange delen hebben titels meegekregen. De titels zou men echter eerder bij orkeststukken verwachten dan bij een strijkkwartet.
Op de première van 14 november 1944 te Leningrad werd Sjostakovitsj' tweede strijkkwartet uitgevoerd door het Beethoven Quartet.
Strijkkwartet nr. 1 · Strijkkwartet nr. 2 · Strijkkwartet nr. 3 · Strijkkwartet nr. 4 · Strijkkwartet nr. 5 · Strijkkwartet nr. 6 · Strijkkwartet nr. 7 · Strijkkwartet nr. 8 · Strijkkwartet nr. 9 · Strijkkwartet nr. 10 · Strijkkwartet nr. 11 · Strijkkwartet nr. 12 · Strijkkwartet nr. 13 · Strijkkwartet nr. 14 · Strijkkwartet nr. 15